# Борис (Воскобойников)
Епископ Борис (в миру Семён Тимофеевич Воскобойников; 1 сентября 1875, село Александровка, Павловский уезд, Воронежская губерния — 6 декабря 1937, Лисья балка, Чимкентская область, Казахстан) — епископ Русской православной церкви, епископ Ивановский.
Причислен к лику святых Русской православной церкви в 2000 году.

## Биография
Родился в 1875 году в Воронежской губернии в семье священника.
В 1897 году окончил Воронежскую духовную семинарию.
7 марта 1898 года рукоположён в сан диакона. Служил в Лукинской церкви в селе Нижняя Гнилуша в Воронежской губернии, затем в Преображенской церкви в слободе Уразовая.
В 1903 году был рукоположён в сан священника и стал служить в Богоявленской церкви в селе Новорождественское.
11 октября 1907 года в связи с поступлением в Санкт-Петербургскую Духовную Академию был уволен за штат. Окончил духовную академию в 1911 году со степенью кандидата богословия.
Служил законоучителем в Александровской женской школе при доме призрения (с 1910 года) и Николаевской торговой школе Санкт-Петербургского купечества (с 1911 года).
1 марта 1918 года был назначен следователем III столичного округа.
Имел двоих сыновей. В 1937 один из них — Леонид работал в исследовательском институте в Ленинграде; другой — Тихон проживал во Франции, в городе Бордо, эмигрировал за границу с отрядами колчаковской армии.
В середине 1930-х — митрофорный протоиерей, настоятель кафедрального собора города Иваново.
В марте 1936 года пострижен в монашество.
7 марта 1936 года хиротонисан во епископа Кинешемского, викария Костромской епархии.
С 31 марта 1936 года — временно управляющий Ивановской епархией. С 1 июля 1936 — епископ Ивановский.
Весной 1937 года был арестован. Обвинён в том, что «принимал участие в антисоветской деятельности контрреволюционных групп церковников и монашества, ликвидированных в 1937 году в г. Иваново и Лежневском районе». В частности, обвинялся в том, что в его епархии в селе Воскресенском почитались мощи блаженного Киприана, по молитвам которому происходили исцеления. В феврале 1937 с благословения епископа Бориса мощи были перенесены из закрытой церкви в действующую, что вызвало недовольство советских властей.
По другим данным, в начале 1937 года священнослужители просили у епископа разрешения на перенос мощей Киприана из закрытой к тому времени Воскресенской церкви в действующий храм. Архиерей дал благословение, но перенесение не состоялось.
Решением Особого совещания при НКВД СССР от 9 августа 1937 был сослан в Казахстан сроком на пять лет. Ещё по пути к месту ссылки он был вновь арестован и приговорён к расстрелу. 6 декабря 1937 года епископа Бориса (Воскобойникова) расстреляли в Чимкентской области в Казахстане, погребен он был в безвестной общей могиле.

## Канонизация
В августе 2000 Юбилейный Архиерейский собор Русской православной церкви епископ Борис был причислен к лику святых Новомучеников и Исповедников Российских.